# Third Street Promenade

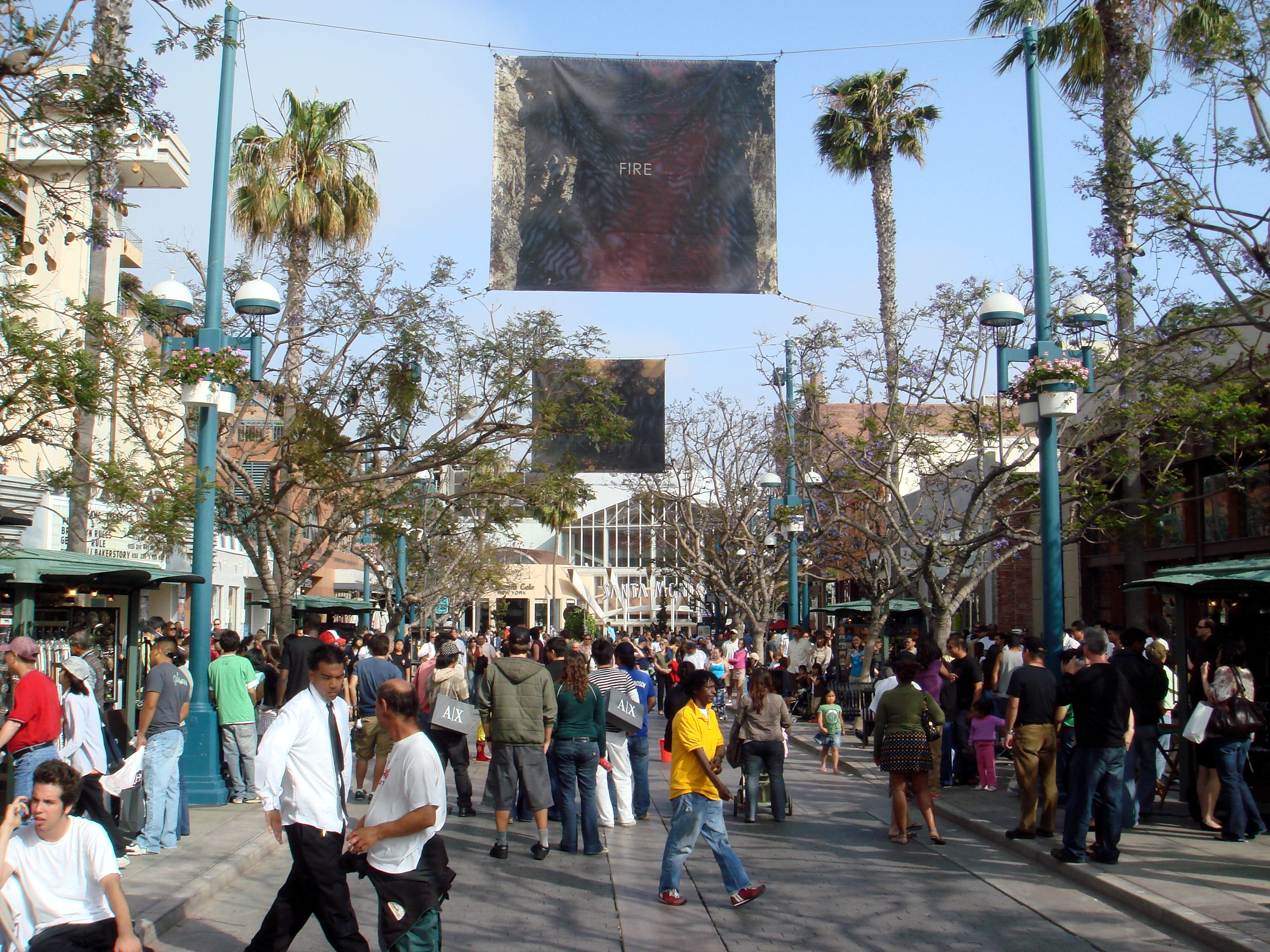
Zdjęcie zrobione w sercu promenady

Third Street Promenade (ang.: Promenada na Trzeciej ulicy) – deptak w Santa Monica w Kalifornii w USA. Popularne miejsce zakupów wśród mieszkańców zachodniego Los Angeles oraz całego hrabstwa Los Angeles. Z powodu atrakcyjnego położenia nad Oceanem Spokojnym i łagodnego klimatu, także ośrodek turystyczny.
Third Street była centrum biznesu od chwili powstania miasta pod koniec 1800, a początki promenady sięgają lat 60. XX wieku. Koniec lat 70. przyniósł upadek tamtejszego ulicznego handlu, lecz w wyniku migracji lepiej sytuowanej ludności na te tereny, w latach 80. nastąpiło ożywienie, a na początku lat 90. obszar uzyskał swój obecny charakter.
Powstał tam pierwszy Starbucks Hear Music Coffeehouse (aktualnie są dwie inne lokalizacje - w South Beach na Florydzie i San Antonio w Teksasie), znajdują się tam także teatry Manna, AMC i Loews oraz popularne targowisko płodów rolnych.
Swoje siedziby mają tu następujące firmy i marki: Anthropologie, Downtown Santa MonicaFrench Connection, Borders, Barnes & Noble, Urban Outfitters, trójkondygnacyjny Gap, Armani Exchange, Apple i Pottery Barn.
Częstym widokiem w tym miejscu są uliczni wykonawcy i artyści.
Santa Monica Place (Frank Gehry, 1980) jest przylegającym do centrum handlowego budynkiem, zbudowanym zanim Santa Monica Mall zostało zamienione na promenadę.
Third Street jest również miejscem o najwyższej koncentracji ludzi bezdomnych w Santa Monica.